# Radu Sîrbu
Radu Sîrbu, conosciuto anche come Radu Sârbu o Picasso (Peresecina, 14 dicembre 1978), è un cantante moldavo. È noto per essere il componente più anziano del gruppo musicale O-Zone. 

## Biografia
Radu ha passato parte dell'infanzia nella sua città natale anche se per qualche tempo si trasferì a Orhei e successivamente a Bălți. Tornò nella sua città natale per finire il liceo e durante l'ultimo anno cominciò a lavorare come DJ nel nightclub di suo padre organizzando spettacoli musicali per teenager e bambini. Nel 1996, dopo essersi diplomato, inizia a studiare al Chișinău Music Conservatory e dà lezioni di canto ai più giovani.
Nel 2001 conosce Dan Bălan che stava tenendo dei provini per trovare il terzo e ultimo componente della boyband O-Zone dopo che aveva già ingaggiato Arsenie Todiraș. Radu decise di partecipare al provino e comincia ufficialmente a far parte della band che ottiene un grande successo in Moldavia e soprattutto in Romania.
Nel 2005 gli O-Zone annunciano il loro scioglimento per dedicarsi alla carriera da solisti e Radu incide il singolo Dulce col DJ Mahay. Qualche tempo dopo esce il suo primo album intitolato Alone dal quale viene estratto il singolo Doi străini. Nel 2008 Radu si riunisce all'amico Arsenie per incidere la canzone July. Nello stesso anno collabora con la moglie Ana ad un progetto chiamato MR. & MRS., anch'essa cantante con la quale ha inciso la canzone Love is not a reason to cry. Sono entrambi apparsi nella versione rumena del talent show Ballando con le stelle.
Lavora inoltre come produttore per la disc jockey moldava DJ Layla per cui ha prodotto i singoli Single Lady, che ha raggiunto un ottimo successo in tutta Europa, e City Of Sleeping Hearts.